# خوسيه إغناثيو بالما
خوسيه إغناثيو بالما (بالإسبانية: José Ignacio Palma)‏ هو مهندس وسياسي تشيلي، ولد في 9 مارس 1910 في سانتياغو في تشيلي، وتوفي بنفس المكان في 27 يونيو 1988. حزبياً، نشط في الحزب الديمقراطي المسيحي (تشيلي). وقد انتخب عضو مجلس الشيوخ من شيلي وانتخب عضو مجلس النواب من شيلي.